# جاسم التميمي
جاسم التميمي، لاعب كرة قدم قطري سابق. لعب مع نادي السد ونادي الوكرة ومع منتخب قطر لكرة القدم. شارك في 100 مباراة دولية مع المنتخب الوطني.

## روابط خارجية
- جاسم التميمي على موقع قاعدة بيانات كرة القدم.إي يو (الإنجليزية)
- جاسم التميمي على موقع ناشيونال فوتبول تيمز (الإنجليزية)
- جاسم التميمي على موقع كووورة